# 오페라의 유령 (1925년 영화)
《오페라의 유령》(영어: The Phantom of the Opera)은 미국에서 제작된 루퍼트 줄리언 감독의 1925년 무성 공포 영화이다. 론 체이니 등이 출연하였고, 칼 렘리 등이 제작에 참여하였다.

## 출연진
- 론 체이니
- 메리 필빈
- 노먼 케리
- 아서 에드먼드 커루
- 깁슨 가울랜드
- 존 세인트폴리스
- 스니츠 에드워즈
- 버지니아 피어슨
  - 메리 페이비언

크레디트 미기재
- 에드워드 마틴델
- 루스 클리퍼드
- 조지 데이비스
- 체사레 그라비나
- 존 밀잔
- 롤프 세단

삭제 장면
- 체스터 콩클린
- 워드 크레인

## 기타 제작진
- 미술: 찰스 D. 홀, 엘머 실리 (크레디트 미기재)
- 작곡: 로이 버드 (1993)

## 같이 보기
- 오페라의 유령 (1943년 영화)